# L'urlo della città
L'urlo della città (Cry of the City) è un film noir del 1948 diretto da Robert Siodmak.
È ispirato al romanzo The chair for Martin Rome di Henry Edward Helseth.

## Trama
Martin Rome, un gangster evaso dal carcere, cerca disperatamente di fuggire dal paese. Sulle sue tracce si sta però muovendo il tenente Candella, amico d'infanzia e compagno di giochi a Little Italy. Dopo una caccia lunga ed estenuante i due si ritroveranno ad affrontarsi in un duello mortale, sul sagrato di una chiesa, dove sarà la legge a vincere.
Prima di venir tradotto in carcere per aver ucciso un poliziotto in un caso che poteva anche prospettarsi come legittima difesa, Martin, gravemente ferito, era piantonato all'ospedale, dove i dottori disperavano di potergli salvare la vita. Lì aveva ricevuto la visita dell'avvocato Niles, difensore di tale Leggett, un uomo ora detenuto con l'accusa del barbaro omicidio della ricca signora Di Grazia, alla quale erano nell'occasione stati sottratti gioielli di grandissimo valore. Niles espone al moribondo Martin le possibili alternative che gli si sarebbero offerte: o morire sotto i ferri chirurgici, o, se fosse sopravvissuto, sulla sedia elettrica; e gli propone, di fronte a testimoni, di scagionare Leggett confessando – bastava un semplice cenno del capo, nel caso non fosse in grado di parlare - di essere stato lui stesso l'assassino della Di Grazia. 
Martin, per quanto veramente ridotto male, riesce a rifiutare sdegnatamente. E, col passare del tempo, riesce a riprendersi. Niles, visto che a Martin verrà comunque assai probabilmente comminata la pena di morte, insiste e minaccia, nel caso Martin non avesse fatto la confessione richiesta (ora rivelatasi come palesemente falsa) di far del male alla sua ragazza, Tina Ricante. Martin fa in modo di proteggere Tina, che viene presa in consegna dall'amica di lui Brenda, e portata in luogo sicuro.
Appena dopo l'evasione, resa possibile dalla connivenza di Orvy, un detenuto giunto quasi al termine della sua pena, Martin visita nel suo studio l'esterrefatto Niles, e scopre che l'avvocato stesso ha preso parte all'affare Di Grazia, ed è in possesso della refurtiva. Quando Niles sta per afferrare il revolver, Martin lo accoltella a morte, e se ne va con i gioielli, non senza prima aver appreso di un'altra complice nel caso Di Grazia, Rose Givens.
Martin, dopo l'evasione, è braccato dal tenente Vittorio Candella (vecchio conoscente di tutta la famiglia Roma), deve vivere alla macchia, ed è estromesso dai suoi propri genitori. Solo suo fratello minore e minorenne Tony, apparentemente traviato da una vita trascorsa in un povero ambiente malavitoso, lo considera un eroe. Inoltre Martin è ancora sofferente per le ferite, e Brenda ricorre a Veroff, un medico straniero non abilitato alla pratica negli Stati Uniti, che lo rimette in sesto, almeno provvisoriamente. Infine Martin rintraccia Rose Givens, le rivela di sapere – producendo prove incontrovertibili - che la donna ha preso parte all'affare Di Grazia, e le propone, in cambio di denaro e di biglietti per il viaggio di espatrio, di consegnarle i gioielli, custoditi in un armadietto di deposito bagagli in una stazione della metropolitana di New York; ma – nello stesso tempo, – la denuncia alla polizia. Candella accorre, viene ferito da Rose, arrestata nell'occasione, e finisce all'ospedale.
La polizia aveva intanto raggiunti e smascherati Orvy, il dottore, e Brenda, dalla quale Candella ha saputo dell'appuntamento che Martin avrebbe avuto con Tina Ricante, in una chiesa. Nell'occasione Martin aveva ordinato al dubbioso fratello Tony di andare a casa, rapinare i genitori, e portargli i soldi, utili per il suo viaggio oltre il confine. Martin, in chiesa, è in colloquio con Tina, e le propone di fuggire con lui. La ragazza non pare affatto convinta, e - quando appare Candella, che intanto era uscito dall'ospedale, ancora sofferente, che le rende noto l'egoismo di Martin, che aveva usato molte persone per il solo proprio tornaconto – esce e lascia la chiesa.
Non è difficile per Martin colpire il convalescente Candella, che si accascia sui gradini antistanti la chiesa. Mentre Martin si sta allontanando lungo la via, Candella, dopo avergli intimato "Fermo, in nome della legge!", poiché Martin continua a camminare, gli spara, uccidendolo, rimanendo egli stesso a terra, estremamente debole. Accorrono agenti e curiosi attorno al cadavere di Martin. Solo Tony, di ritorno in quel momento, si avvede non soltanto del corpo di suo fratello, morto, ma anche di Candella bocconi sul selciato; gli racconta di non aver avuto il cuore di rapinare i genitori, come gli aveva intimato di fare il fratello, e lo soccorre. Il ragazzo è sconvolto, e Candella, a sua volta, lo rincuora, pensando che forse sarà possibile sottrarre Tony, che mostra finalmente un nucleo di sentimenti buoni, ad un triste avvenire nella malavita come quello toccato al fratello maggiore.

## Produzione
Il regista Robert Siodmak, che girò il film quasi del tutto in esterni nella Grande Mela, cercò di rendere più realistica possibile la vicenda e di evitare una distinzione troppo netta fra bene e male. Così il malavitoso è davvero innamorato della sua giovane fidanzata (ruolo interpretato dall'esordiente Debra Paget) e non esita a rischiare in proprio pur di tenerla al sicuro, mentre il poliziotto è un uomo ossessionato dal suo lavoro, e in alcune circostanze spietato nel dare la caccia alla sua preda.

## Distribuzione
Distribuito dalla Twentieth Century Fox, il film uscì presentato in prima a New York il 29 settembre 1948.
Nel 1971 il regista francese José Giovanni ne diresse un remake dal titolo Solo andata (Un aller simple).